# Dao (film)
Dao is een korte film uit 2008 die is geproduceerd door IDTV in het kader van Kort! 8. De première was tijdens het Nederlands Film Festival 2008 en hij werd uitgezonden door de NPS op 25 september 2009. De film werd op televisie herhaald op 15 mei 2013.

## Verhaal
Dao is een jonge Thaise vrouw die naar Nederland komt om bij een Nederlandse man te gaan wonen. De eerste dag valt haar zwaar.

## Rolverdeling
- Dan van Steen als Michel
- Ratchaneekorn Vichayanon als Dao